# Bansuri

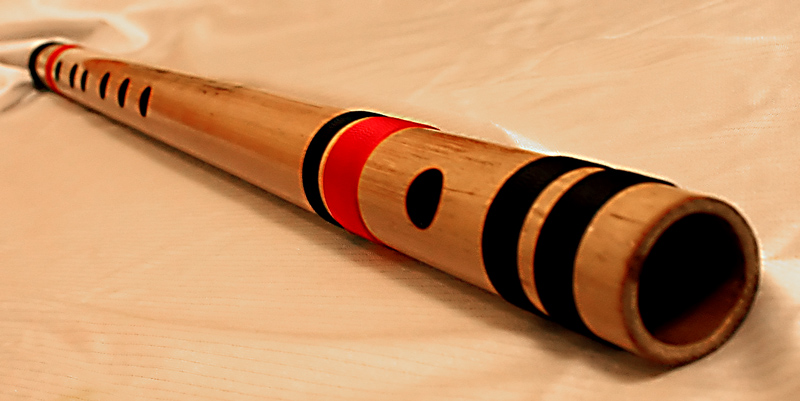
Bansuri 58 centimetros

Bansuri (em hindi:  बांसुरी, em urdu:  بانسری, em nepali:  बाँसुरी, em marata:  बासरी, em assamês:  বাঁহী, em bengali:  বাঁশি) é uma flauta transversal da Índia feita de um único eixo de Bambu com seis ou sete furos para os dedos. É um instrumento musical ancestral associado com a tradição pastoral e esta intimamente ligado com a história de amor entre Krishna e Radha. Também é muito representado em diversas pinturas com origens no Budismo desde a antiguidade. Ao norte da Índia a bansuri tem aproximadamente 35 centimetros. Porém, seu comprimento depende da tonilidade da bansuri, variando desde pequenos tamanhos com sons mais agudos até grandes bansuris com sons graves e profundos. 

## História
A palavra "bansuri" tem origem na junção das palavras bans que significa Bambu e a palavra sur que significa melodia. Existem duas variedades de bansuris. Uma tocada transversalmente e outro tocada com bisel como a exemplo da Flauta Doce. Por conta das possibilidades superiores da bansuri transversal, como dinâmica do som e controle, ela é a preferida na música clássica indiana.

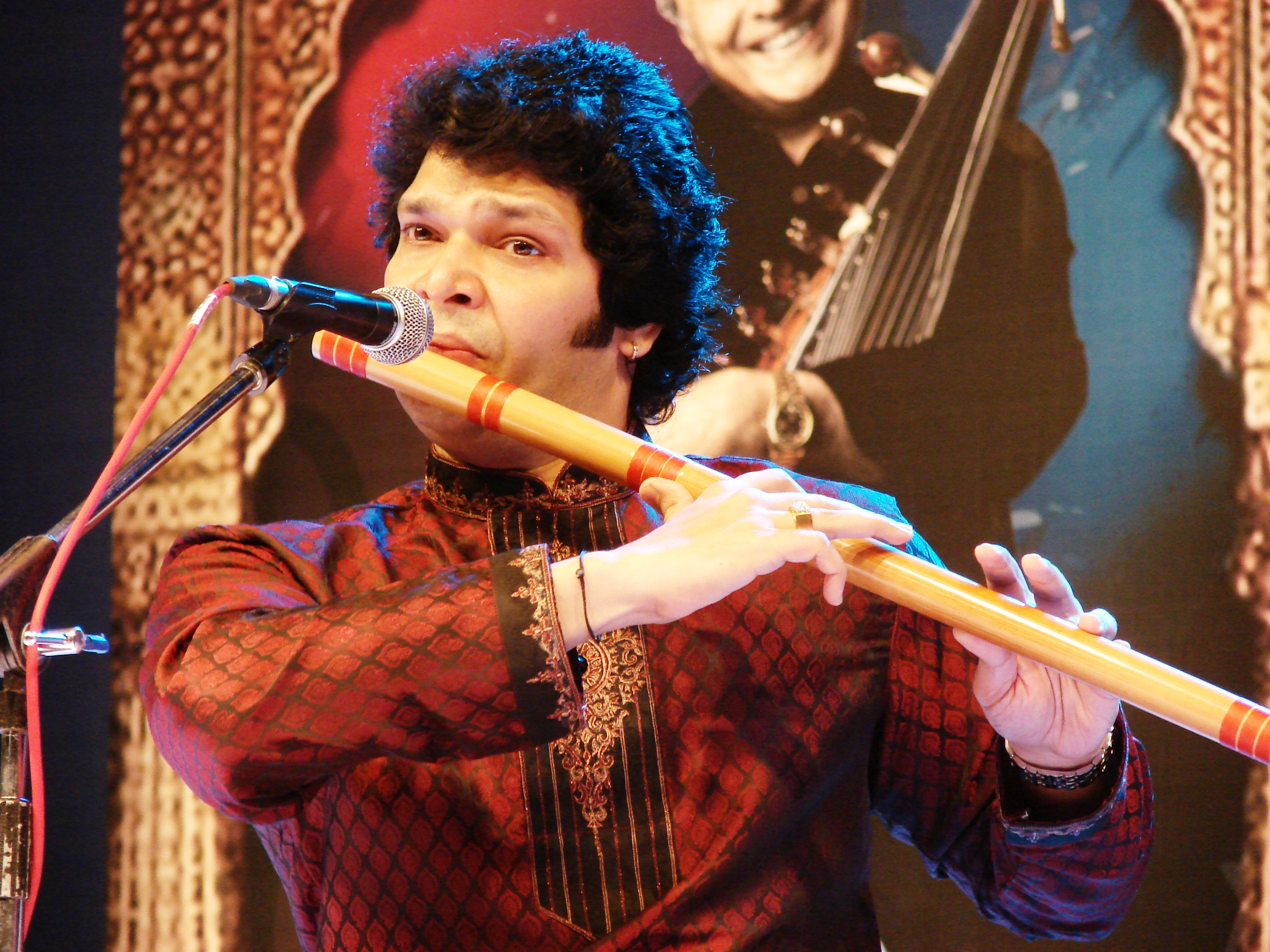
Rakesh Chaurasia

Foi o indiano Pannalal Ghosh (1911–1960) quem trouxe a bansuri da sua tradição eminetemente folclórica e popular para o mundo erudito. Ele foi o responsável pela experimentação de diversos tamanhos de bansuris com diversos tamanhos de furos até encontrar as medidas mais adequadas para a música clássica indiana.
A música indiana é tocada em três oitavas. Mandra (grave), Madhya (média) e Taar (aguda) , com ornamentações como o glissando e o tremolo.
Como os outros instrumentos de sopro, o som da bansuri é gerado pela ressonância do ar que é soprado. Esta ressonância é alterada ao abrir e fechar os furos existentes no corpo da flauta de maneira sequencial. Para se conseguir uma oitava superior na bansuri basta soprar com o dobro da quantidade de ar que na oitava mais baixa, ou seja, soprar mais forte.